# Муньос, Эсекьель
Эсекье́ль Мати́ас Муньо́с (исп. Ezequiel Matías Muñoz; род. 8 октября 1990[…], Пергамино, Буэнос-Айрес) — аргентинский футболист, защитник клуба «Эстудиантес».

## Биография
Эсекьель Муньос дебютировал за «Бока Хуниорс» 24 сентября 2008 года в матче Южноамериканского кубка в матче с эквадорским «ЛДУ Кито». Первый матч в чемпионате защитник сыграл 12 апреля 2009 года против «Эстудиантеса», а 23 апреля дебютировал и в кубке Либертадорес. В клаусуре-2010 Муньос уже был основным защитником «Боки», появившись на поле в 15 матчах из 19. Летом 2010 года молодой защитник перешёл в итальянский «Палермо».
Дебютировал за «Палермо» 26 августа 2010 года в гостевом матче Лиги Европы против словенского «Марибора».
В серии А первый матч провёл 29 августа 2010 года против «Кальяри». Первый гол за «Палермо» забил 15 декабря 2010 года в матче Лиги Европы против «Лозанны». 29 мая 2011 года Эсекьель Муньос стал автором гола в ворота «Интера» в проигранном со счётом 1:3 финале кубка Италии. 2 февраля 2015 года на правах аренды перешёл в «Сампдорию». 18 июля 2015 года в статусе свободного агента подписал контракт с «Дженоа».
В 2017—2019 годах выступал за испанский «Леганес», после чего вернулся в Аргентину, где провёл один сезон за «Ланус». После марта 2020 года на поле не появлялся из-за операции на ноге и длительного восстановления. В июле 2021 года впервые за год приступил к тренировкам в «Индепендьенте».
В 2009 году Эсекьель Муньос был вызван в сборную Аргентины на товарищеский матч со сборной Панамы. Однако защитник не смог принять участие в том матче из-за травмы колена.

## Достижения
- Победитель итальянской Серии B (1): 2013/14
- Финалист Кубка Италии (1): 2010/11

## Статистика
| Клуб                    | Сезон   | Чемпионат Аргентины | Чемпионат Аргентины | -            | -            | Кубок Либертадорес Южноамериканский кубок | Кубок Либертадорес Южноамериканский кубок | Всего | Всего |
| Клуб                    | Сезон   | Игры                | Голы                | Игры         | Голы         | Игры                                      | Голы                                      | Игры  | Голы  |
| ----------------------- | ------- | ------------------- | ------------------- | ------------ | ------------ | ----------------------------------------- | ----------------------------------------- | ----- | ----- |
| Бока Хуниорс            | 2008/09 | 2                   | 0                   | -            | -            | 5                                         | 0                                         | 7     | 0     |
| Бока Хуниорс            | 2009/10 | 15                  | 0                   | -            | -            | 0                                         | 0                                         | 15    | 0     |
| Всего за «Бока Хуниорс» |         | 17                  | 0                   | -            | -            | 5                                         | 0                                         | 22    | 0     |
| Клуб                    | Сезон   | Чемпионат Италии    | Чемпионат Италии    | Кубок Италии | Кубок Италии | Еврокубки                                 | Еврокубки                                 | Всего | Всего |
| Клуб                    | Сезон   | Игры                | Голы                | Игры         | Голы         | Игры                                      | Голы                                      | Игры  | Голы  |
| Палермо                 | 2010/11 | 34                  | 0                   | 4            | 1            | 4                                         | 1                                         | 42    | 2     |
| Палермо                 | 2011/12 | 19                  | 1                   | 0            | 0            | 2                                         | 0                                         | 21    | 1     |
| Палермо                 | 2012/13 | 32                  | 0                   | 0            | 0            | 0                                         | 0                                         | 32    | 0     |
| Палермо                 | 2013/14 | 33                  | 3                   | 0            | 0            | 0                                         | 0                                         | 33    | 3     |
| Палермо                 | 2014/15 | 13                  | 1                   | 1            | 0            | 0                                         | 0                                         | 14    | 1     |
| Всего за «Палермо»      |         | 131                 | 5                   | 5            | 1            | 6                                         | 1                                         | 142   | 7     |
| Клуб                    | Сезон   | Чемпионат Италии    | Чемпионат Италии    | Кубок Италии | Кубок Италии | Еврокубки                                 | Еврокубки                                 | Всего | Всего |
| Клуб                    | Сезон   | Игры                | Голы                | Игры         | Голы         | Игры                                      | Голы                                      | Игры  | Голы  |
| Сампдория               | 2014/15 | 4                   | 0                   | 0            | 0            | 0                                         | 0                                         | 4     | 0     |
| Всего за «Сампдорию»    |         | 4                   | 0                   | 0            | 0            | 0                                         | 0                                         | 4     | 0     |
| Всего                   |         | 152                 | 5                   | 5            | 1            | 11                                        | 1                                         | 168   | 7     |